# Walter M-441
Walter M-441 byl invertní motor s válci do V navržený skupinou konstruktérů vedenou ing. Václavem Kačírkem. Jednalo se o zajímavý a málo známý letecký motor čs. konstrukce, vzduchem chlazený invertní osmiválec o středním letovém výkonu.

## Vznik a vývoj
Od roku 1947 skupina ing. Václava Kačírka pracovala jako jedna ze šesti samostatných částí tzv. sloučené konstrukce leteckých motorů v jinonickém Motorletu. Z té doby také pochází jeho první samostatný návrh vzduchem chlazeného motoru o výkonu 300 k, který měl svým výkonem a moderní koncepcí vhodně vyplňovat mezeru mezi motory Walter Minor 4-III/M332 a Minor 6-III pro sportovní letadla a rozpracovaným motorem Walter V-12/M446 s výkonem 550/700 k. Jeho návrh se však tehdy neujal, přestože mohl využívat zkušeností, získaných z výroby motorů Argus As 10. Tento námět však tehdy musel ustoupit již rozpracovanému motoru M208 s výkonem o málo nižším, a tak dočasně zapadl.
K realizaci tohoto projektu, označeného později jako Walter M-441 došlo až po roce 1954, kdy už byl Václav Kačírek s jeho skupinou podřízen nově vytvořenému VZLÚ a zde vývoj byl dokončen. Konstruktéři pochopitelně využili při jeho návrhu všechny své zkušenosti z práce s motory Argus a zvolili proto osvědčený rozměr válce z motoru M-410 (Argus As 410), který byl v Jinonicích vyráběn v letech 1943-1948. Projektovaný motor tak měl nejenom zaplnit svým výkonem mezeru ve výkonové řadě čs. motorů, ale přinesl i několik pozoruhodných technických novinek. Osud tohoto motoru však byl velmi krátký, protože hned po úspěšném ukončení podnikové zkoušky v roce 1958 byl jeho další vývoj zastaven pro nepřekonatelné potíže se zavedením do výroby. Prototypy těchto motorů byly vyrobeny v roce 1957 v Leteckých opravnách Malešice (po určité období pobočný závod n.p. Motorlet), ale sériové výroby se žádný z leteckých, motorářských podniků neujal.
Náhradou za program M-441 byl Václav Kačírek pověřen koncem roku 1958 vývojem malého turbovrtulového motoru Walter M601 pro uvažovaný letoun L-300, který projektoval kunovický LET.
Dva motory Walter M-441 se nalézají ve sbírkách VHÚ v Leteckém muzeu Kbely, oba byly předány jako neperspektivní do Leteckého muzea VHÚ po jeho vzniku.

## Popis motoru
V roce 1956 vznikl motor nové koncepce s osmi válci v invertním uspořádání do V. Válce byly ve dvou řadách rozevřených na 90°. Řízení měl jednopákové, regulace byla plně automatická.
Hlavní částí motoru byla třídílná kliková skříň vytvořená z odlitků ze slitiny zlepšeného elektronu Al 9V. Její střední část obsahuje pět příčných dvojitých stěn pro hlavní kluzná ložiska klikového hřídele (zápustkový odkovek z nitrační oceli Poldi L-NIT 2). Pánve těchto ložisek s výstelkou z olovnatého bronzu jsou staženy dvojicemi horizontálních příčných šroubů a dvojicí dlouhých šroubů vertikálních, čímž je docíleno velké tuhosti celé skříně. V příčných stěnách hlavních ložisek jsou umístěna i kluzná, nevypouzdřená ložiska tří vačkových hřídelů. Vnitřní z nich, uložený mezi válci, ovládá všech 8 ventilů výfukových, vnější dva uložené po stranách motoru ovládají každý 4 sací ventily.
Písty byly zápustkové výkovky ze slitiny ČSN 42 4118.9 a byly utěsněny dvěma těsnicími a jedním stíracím kroužkem. Povrch byl nastříkán vrstvou grafitu o tloušťce 0,03 až 0,05 mm pro zvýšení odolnosti proti otěru. Válce jsou vyrobeny z jednoho kusu odkovku z materiálu L-NIT 2 a jejich vnitřní povrch byl nitridován do hloubky 0,2 mm na tvrdost 600 Vickers. Hlava válce je vyrobena odlitím z hliníkové slitiny Hiduminium „Y“ a byla na válec našroubována. Sedla ventilů z nerezové oceli AMS jsou do ní zapuštěna ve zmrazeném stavu, pouzdra zapalovacích svíček a vodítka ventilů z fosforového bronzu jsou zatažena za tepla. Celek je ke skříni motoru přitažen osmi zavrtanými šrouby a maticemi. Hlava má polokulovitý spalovací prostor a dva ventily jsou do ní umístěny tak, že výfukový je svým krátkým kanálem vyveden do prostoru mezi oběma řadami válců, zatímco sací směřuje na vnější stranu motoru. Výfukový kanál má bohatší žebrování vytvořené s ohledem na potřebný směr proudění chladicího vzduchu.
Ovládání ventilů OHV je řešeno zvedáky, tyčkami a vahadly, umístěnými v uzavřených komůrkách na hlavách válců. Pohon vačkových hřídelů je odvozen od zadního konce klikového hřídele soustavou čelních ozubených kol sloužících i pro pohon zapalovacích magnet. Reduktor je planetový, jednostupňový, s převodem 1:0,68 na vrtuli. Je umístěn přímo na předním konci klikového hřídele. Je v něm začleněn i pérový tlumič torzních kmitů, jehož ramena jsou opřena do stěny klikové skříně. Reduktor je zepředu zakryt lehkým předním víkem motoru, které je rovněž odlito z elektronu, a jeho hlavním účelem je nést kluzné ložisko vrtulového hřídele. Jeho pouzdro je vylito olovnatým bronzem a přenáší na skříň motoru všechny síly vznikající chodem vrtule. Ve spodní části víka je umístěno hlavní olejové čerpadlo dodávající olej jak do mazacího systému motoru, tak i pro regulaci a ovládání stavitelné vrtule.
Motor byl osazen kompresorem a reduktorem, palivo bylo vstřikováno do kompresoru (nízkotlaký vstřik paliva). Výfukové roury byly opatřeny ejektorovým zakončením zlepšujícím pozitivně chlazení a také energie výfukových plynů byla využita k vytvoření přídavného tahu. Od motoru byl požadován vysoký startovní výkon a úsporný chod na cestovním režimu.
V roce 1958 byl zkompletován a odzkoušen prototyp. Výsledky testů ukázaly spolehlivý chod, velký výkon (až 27,6 kW na litr objemu válců) a hospodárnost. Vynikal velmi nízkou spotřebou paliva 247 g/kW/h (182 g/k/h) díky spalování chudé směsi, vzniklé dokonalým rozprášením paliva odstředivým rozstřikovacím kroužkem v radiálním kole kompresoru. Doprovodným efektem tohoto řešení byl i nízký obsah zplodin ve výfukových plynech.
Motor M-441 byl konstruován tak, že se mohl stát modulární základnou pro další, odvozené verze. Vedle M-441 existovaly návrhy motoru M-442 stejné konstrukce o výkonu 257 kW, motoru M-341H určeného pro vrtulníky (220-257 kW) a odlehčená verze motoru M-241 bez kompresoru o výkonu 213 kW.

## Použití
Navzdory pozitivům z provedených podnikových zkoušek prototypů se vyskytl problém při zavedení do sériové výroby, který se nepodařilo vyřešit. Motor M-441 zůstal nevyužit, aniž by vůbec proběhly jeho letové zkoušky. Ty měly proběhnout na letounu Avia C-2. Mohl být použit pro cvičné, zemědělské i vícemotorové dopravní letouny. Jedním z uvažovaných letounů, na které by mohl být tento motor použit, byl tehdy připravovaný zemědělský letoun Z-37 Čmelák a dále na projektovaném letounu TOM-8 a vrtulníku Aero HC-3 (L-34).
Vyrobené prototypy motorů se posléze dostaly do jinonického Motorletu, n.p., Závodů Jana Švermy, kde se již na vývoji a přípravě k případné sériové výrobě nepokračovalo. Po zahájení výroby proudových motorů M701 v roce 1958 to bylo i z kapacitních důvodů prakticky vyloučeno.

## Specifikace
Data dle

### Hlavní technické údaje
- Typ: čtyřdobý zážehový vzduchem chlazený, invertní osmiválcový vidlicový motor
- Vrtání válce: 105 mm
- Zdvih pístu: 115 mm
- Celková plocha pístů: 692,8 cm²
- Zdvihový objem motoru: 7 966 cm³
- Celková délka se startérem: 1 250 mm
- Šířka: 817 mm
- Výška: 682 mm
- Hmotnost suchého motoru (tj. bez provozních náplní): 250 kg

### Součásti
- Ventilový rozvod: OHV, jeden sací a jeden výfukový ventil na válec
- Zapalování: magneta Bosch
- Příprava palivové směsi: nízkotlaké vstřikovací čerpadlo
- Spotřeba paliva: 182-184 g·h−1·k−1 / 247-250 g·h−1·kW−1
- Mazací soustava: suchá kliková skříň, tlakové, oběžné s lamelovým čističem oleje
- Chladicí soustava: chlazení vzduchem
- Vrtule: stavitelná
- Směr otáčení vrtule: vlevo při pohledu zezadu
- Převod na vrtuli (reduktor): 2:3 (1:0,68)

### Výkony
- Výkony
  - Nominální, jmenovitý výkon: 184 kW (240 k) při 2850 ot/min
  - Maximální vzletový výkon: 220 kW (300 k) při 3000 ot/min
  - Cestovní výkon: 118 kW (160 k) při 2400 ot/min
- Kompresní poměr: 6,4:1
- Poměr nom. výkon/objem: 23,1 kW/l (30,1 k/l))
- Specifická hmotnost: 1,14 kg/kW (0,83 kg/k)